# De Gamles By
|  | Denne artikel omhandler de københavnske ældreboliger og plejehjem De Gamles By, ikke at forveksle med den aarhusianske seværdig Den Gamle By. |
De Gamles By betegner et område med plejehjem og ældreboliger på Nørre Allé på Nørrebro i København. Det omkranses også af Guldbergsgade, Sjællandsgade og Møllegade.
Navnet De Gamles By blev dannet i 1919 ved sammenlægning af Almindeligt Hospitals bygninger fra 1892 og Københavns Alderdomshjem opført i 1901.
De ældste bygninger i De Gamles By stammer fra 1892, da Vilhelm Petersen opførte Almindeligt Hospital, og 1901, da Gotfred Tvede tilføjede alderdomshjemmet Salem. Senere blev anlægget udvidet af Stadsarkitektens Direktorat i 1946-60 og siden ført op til tidssvarende standarder ved en ombygning i 1992-99 ved arkitekt Mogens Werliin.
Almindelig Hospital blev derefter drevet videre i den da nedlagte Sankt Johannes Stiftelsens bygninger i Ryesgade, der senere skiftede navn først til Plejehjemmet Nørre Hospital, så til det nuværende Plejecentret Sølund.